# Yolanda Griffith
Pour les articles homonymes, voir Griffith.
Yolanda Griffith, née le 1er mars 1970 à Chicago dans l'Illinois, est une joueuse américaine de basket-ball qui a joué en ABL et en WNBA. Elle est parfois appelée par ses surnoms : « Yo » et « Yo-Yo ». Draftée en 1999 par les Monarchs de Sacramento, elle deviendra championne WNBA en 2005. Griffith a été intronisée au Women's Basketball Hall of Fame en 2014 lors de sa première année d'éligibilité. En 2021, elle a été intronisée au Naismith Basketball Hall of Fame.
Huit fois All-Star de la WNBA, elle a été nommée MVP de la WNBA en 1999 et MVP des finales de la WNBA en 2005 lorsqu'elle a remporté le championnat WNBA. Elle est l'une des meilleures joueuses défensives de l'histoire de la WNBA, elle a été élue joueuse défensive de l'année en 1999. En 2011, elle a été élue par les fans comme l'une des 15 meilleures joueuses de l'histoire de la WNBA.

## Biographie

### Jeunesse
Née à Chicago, dans l'Illinois, Griffith a fréquenté le lycée George Washington Carver dans la région de Chicago. Au cours de sa dernière année (1988-1989), elle a été nommée dans la première équipe Parade All-American, ainsi que dans la première équipe All-America en softball.

### Carrière universitaire
Griffith s'est vu offrir une bourse pour jouer dans l'équipe féminine de basket-ball de l'Université de l'Iowa, mais a dû l'annuler après avoir donné naissance à sa fille, Candace. Par la suite, elle a fréquenté le Palm Beach Junior College à Lake Worth, en Floride, où elle a obtenu les honneurs du Junior College All-America en 1990-91. Elle a ensuite été transférée à la Florida Atlantic University, qui était alors une école de Division II, où elle a obtenu son diplôme en 1993, remportant les honneurs de Joueuse de l'année de la Division II de Kodak. Pendant ses études, elle subvenait à ses besoins et à ceux de sa fille en travaillant pour une société de reprise de possession de voitures.

### Carrière professionnelle

#### Les débuts
Après avoir obtenu son diplôme universitaire, Griffith par joué au basket-ball en Allemagne avec l'équipe des DJK Wildcats Aschaffenburg, où elle a joué de 1993 à 1997. En 1997, elle a terminé meilleure buteuse et meilleure rebondeuse de l'Euroligue féminine, avec une moyenne de 24,7 points et 17,1 rebonds par match.
Puis l'ABL est arrivée. Après quatre saisons en Allemagne, Griffith revient joué au etat unis pour les StingRays de Long Beach. Elle est sélectionnée par les Stingrays comme premier choix de la draft de l'ABL. Au cours de leur seule saison, Griffith mène les Stingrays au bord du titre de l'ABL, avant de perdre contre les champions en titre, le Quest de Columbus. Griffith est nommée joueuse défensive de l'année 1997-1998 de l'ABL et dans la première équipe All-ABL. Elle termine deuxième du vote pour le MVP de l'ABL en 1998, derrière sa future coéquipière des Jeux olympiques d'été de 2000, Natalie Williams. Lorsque la franchise de Long Beach ferme ses portes après la fin de la saison 1997-1998, elle est transférée aux Condors de Chicago, dans sa ville natale. Elle n'y a cependant joué que brièvement, car la ligue a fermé ses portes le 22 décembre 1998. Avant cela, Griffith était classée cinquième parmi les leaders de la ligue en termes de points marqués (17,2 points par match), première en termes de rebonds (12,3 rebonds par match), deuxième en termes d'interceptions (3,3 interceptions par match) et deuxième en termes de tirs bloqués (1,3 contre par match).

#### Arriver en WNBA et retour en europe
Griffith est sélectionné comme deuxième choix de la draft WNBA 1999 par les Monarchs de Sacramento. Lors de sa première saison elle termine avec les trophées de MVP et de meilleur joueuse défensive de la saison régulière. Elle permet aux Monarchs de se qualifier pour la première fois de leur histoire au playoffs ou elle affronte les Sparks de Los Angeles au premier tour. Les Monarchs perde le match 58 à 71.

### Post carrière
Après sa carrière de joueuse, elle devient assistant coach à l'Université du Massachusetts.

## Vie personnelle et personnalité
Sa fille Alicia DeVaughn est également joueuse de basket-ball.

## Statistiques

### États-Unis

#### WNBA
Saison régulière
| MVP et DPOY de la saison | Champion WNBA | Leader de la ligue | Gras/Meilleures performances | [ 6 ] |

| Saison                    | Équipe                    | MJ  | M5  | Min   | %T    | %3  | %LF   | Rb    | PD  | Int | Ctr | BP  | F   | Pts   |
| ------------------------- | ------------------------- | --- | --- | ----- | ----- | --- | ----- | ----- | --- | --- | --- | --- | --- | ----- |
| 1999                      | Sacramento                | 29  | 29  | 33,8  | 54,1  | 0,0 | 61,7  | 11,3  | 1,6 | 2,5 | 1,9 | 2,3 | 3,1 | 18,8  |
| 2000                      | Sacramento                | 32  | 32  | 32,1  | 53,5  | -   | 70,6  | 10,3  | 1,5 | 2,6 | 1,9 | 2,6 | 3,4 | 16,3  |
| 2001                      | Sacramento                | 32  | 31  | 33,7  | 52,2  | -   | 72,0  | 11,2  | 1,7 | 2,0 | 1,2 | 2,3 | 3,6 | 16,2  |
| 2002                      | Sacramento                | 17  | 17  | 33,9  | 52,0  | -   | 80,3  | 8,7   | 1,1 | 0,9 | 0,8 | 2,6 | 4,1 | 16,9  |
| 2003                      | Sacramento                | 34  | 34  | 39,9  | 48,5  | 0,0 | 77,4  | 7,3   | 1,4 | 1,7 | 1,1 | 2,2 | 3,7 | 13,8  |
| 2004                      | Sacramento                | 34  | 34  | 30,3  | 51,9  | 0,0 | 75,3  | 7,2   | 1,2 | 2,2 | 1,2 | 1,7 | 2,9 | 14,5  |
| 2005                      | Sacramento                | 34  | 33  | 28,3  | 48,5  | -   | 70,7  | 6,6   | 1,5 | 1,2 | 0,9 | 2,0 | 2,9 | 13,8  |
| 2006                      | Sacramento                | 34  | 34  | 25,1  | 45,7  | 0,0 | 75,1  | 6,4   | 1,6 | 1,3 | 0,5 | 1,9 | 2,2 | 12,0  |
| 2007                      | Sacramento                | 32  | 32  | 23,1  | 6,7   | -   | 65,8  | 4,6   | 1,5 | 1,0 | 0,4 | 2,0 | 3,0 | 9,0   |
| 2008                      | Seattle                   | 30  | 30  | 21,9  | 46,2  | -   | 64,8  | 6,3   | 1,5 | 1,4 | 0,6 | 1,7 | 3,7 | 7,2   |
| 2009                      | Indiana                   | 3   | 0   | 13,7  | 50,0  | -   | 77,8  | 2,3   | 0,0 | 0,0 | 0,7 | 1,0 | 2,0 | 6,3   |
| Total : moyenne par match | Total : moyenne par match |     |     | 28,8  | 50,6  | 0,0 | 71,3  | 7,9   | 1,5 | 1,7 | 1,0 | 2,1 | 3,2 | 13,6  |
| Totaux                    | Totaux                    | 311 | 306 | 8 956 | 1 503 | 0   | 1 232 | 2 444 | 453 | 529 | 323 | 655 | 994 | 4 238 |
| All-Star Game             | All-Star Game             | 7   | 4   | 18,3  | 52,7  | 0,0 | 66,7  | 7,0   | 0,6 | 1,0 | 1,0 | 2,1 | 1,3 | 10,3  |

Playoffs
| MVP des finales WNBA | Champion WNBA | Leader de la ligue | Gras/Meilleures performances | [ 6 ] |

| Saison                    | Équipe                    | MJ | M5 | Min   | %T   | %3 | %LF  | Rb   | PD  | Int | Ctr | BP  | F   | Pts  |
| ------------------------- | ------------------------- | -- | -- | ----- | ---- | -- | ---- | ---- | --- | --- | --- | --- | --- | ---- |
| 2000                      | Sacramento                | 2  | 2  | 39,0  | 52,2 | -  | 62,5 | 12,0 | 1,0 | 0,5 | 0,5 | 2,0 | 2,0 | 14,5 |
| 2001                      | Sacramento                | 5  | 5  | 36,2  | 47,8 | -  | 76,4 | 8,8  | 1,4 | 1,6 | 1,2 | 2,2 | 3,6 | 21,2 |
| 2003                      | Sacramento                | 6  | 6  | 33,3  | 53,7 | -  | 91,2 | 8,8  | 1,2 | 1,2 | 1,0 | 2,0 | 2,7 | 17,2 |
| 2004                      | Sacramento                | 6  | 6  | 34,0  | 49,2 | -  | 83,3 | 8,2  | 1,3 | 2,0 | 1,0 | 2,0 | 2,5 | 13,7 |
| 2005                      | Sacramento                | 8  | 8  | 30,8  | 49,1 | -  | 71,1 | 8,3  | 1,4 | 1,3 | 0,5 | 1,3 | 2,5 | 17,3 |
| 2006                      | Sacramento                | 9  | 9  | 26,3  | 48,5 | -  | 76,5 | 7,1  | 1,8 | 1,1 | 0,6 | 1,1 | 2,6 | 14,8 |
| 2007                      | Sacramento                | 3  | 3  | 23,7  | 40,9 | -  | 88,9 | 6,0  | 0,3 | 0,7 | 0,3 | 2,3 | 2,0 | 8,7  |
| 2008                      | Seattle                   | 3  | 3  | 29,0  | 21,4 | -  | 87,5 | 6,3  | 1,7 | 3,0 | 1,3 | 1,7 | 5,3 | 4,3  |
| Total : moyenne par match | Total : moyenne par match |    |    | 31,0  | 48,4 | -  | 78,6 | 8,0  | 1,4 | 1,4 | 0,8 | 1,7 | 2,8 | 15,0 |
| Totaux                    | Totaux                    | 42 | 42 | 1 304 | 223  | 0  | 184  | 337  | 57  | 59  | 33  | 71  | 118 | 630  |

## Palmarès, distinctions et records

### Palmarès
Yolanda Griffith Championne de la En Women's National Basketball Association (WNBA), elle remporte le titres lors de la saison 2005 avec la franchise des Monarchs de Sacramento. Elle remporte l'or olympique avec la sélection américaine, titre qu'elle remporte à deux reprises lors des éditions des Jeux olympiques de 2000 à Sydney et des Jeux olympiques de 2004 à Athènes.

### Distinctions personnelles
Yolanda Griffith remporte lors de sa première saison en 1999, les titres de Meilleure joueuse de la saison et de Meilleure défenseure de la saison WNBA 1999. En 2005, elle remporte le titre de MVP des finales, elle sera aussi élue MVP de la rencontre The Game at Radio City en 2004. Elle est presente dans les All-WNBA Team, meilleur cinq en 1999 et 2005, Second meilleur cinq en 2000, 2001 et 2004, Meilleur cinq défensif en 2005 et Second cinq défensif en 2006. Elle a également participé à 8 WNBA All-Star Game, de 1999 à 2001 et de 2003 à 2007.
En 2006, pour son dixième anniversaire, la WNBA élit les meilleures joueuses des 10 ans de la WNBA, en associant les votes du public, des médias, de joueuses et des entraîneurs de la ligue : elle fait partie de la sélection. En 2011, la WNBA décide d'honorer les quinze meilleures joueuses de son histoire, selon le même système de vote que cinq ans auparavant. Griffith figure parmi ces quinze joueuses. En 2016, elle est dans la selection des Meilleures joueuses des 20 ans de la WNBA
Yolanda Griffith est introduit Women's Basketball Hall of Fame en 2014, puis en 2021 elle est introduit au Naismith Memorial Basketball Hall of Fame.

### Records
Sur le plan des statistiques Griffith est l'ex-détentrice du record de rebonds offensifs en WNBA (1049), avant d'être dépassée en 2012 par Taj McWilliams-Franklin. A l'ètranger elle est la meilleure marqueuse et rebondeuse de l'Euroligue en 1997.

## Pour approfondir